# Paral·lel 29° nord
El paral·lel 29° nord és una línia de latitud que es troba a 29 graus nord de la línia equatorial terrestre. Travessa Àfrica, Àsia, l'Oceà Pacífic, Amèrica del Nord i l'oceà Atlàntic.
En aquesta latitud el sol és visible durant 14 hores, 0 minuts durant el solstici d'estiu i 10 hores, 18 minuts durant el solstici d'hivern. L'extremitat més septentrional en què la lluna pot passar pel zenit en algun moment durant el cicle de Saros de 18,6 anys es troba lleugerament al sud d'aquest paral·lel.

## Dimensions
En el sistema geodèsic WGS84, Al nivell del paral·lel 29, un grau de longitud equival a 97,439 km; la llargada total del paral·lel és de 35.078 km, el 87.5 % de la llargada de l'equinocci, del que es troba a 3.209 km i a 6.793 km del pol Nord
Com tots els altres paral·lels a part de l'equador, el paral·lel 29° nord no és un cercle màxim i no és la distància més curta entre dos punts, fins i tot si es troben al mateix latitud. Per exemple, seguint el paral·lel, la distància recorreguda entre dos punts de longitud oposada és 17.539 km; després d'un cercle màxim (que passa pel Pol Nord), només és 13.586 km.

## Al voltant del món
A partir del Primer Meridià i cap a l'est, el paral·lel 29° nord passa per:
| Coordenades                               | País, territori o mar        | Notes |
| ----------------------------------------- | ---------------------------- | --- |
| 29° 0′ N, 0° 0′ E / 29.000°N,0.000°E      | Algèria                      | |
| 29° 0′ N, 9° 52′ E / 29.000°N,9.867°E     | Líbia                        | |
| 29° 0′ N, 25° 0′ E / 29.000°N,25.000°E    | Egipte                       | |
| 29° 0′ N, 32° 37′ E / 29.000°N,32.617°E   | Mar Roig                     | Golf de Suez |
| 29° 0′ N, 33° 11′ E / 29.000°N,33.183°E   | Egipte                       | Península del Sinaí |
| 29° 0′ N, 34° 41′ E / 29.000°N,34.683°E   | Mar Roig                     | Golf d'Aqaba |
| 29° 0′ N, 34° 52′ E / 29.000°N,34.867°E   | Aràbia Saudita               | |
| 29° 0′ N, 47° 27′ E / 29.000°N,47.450°E   | Kuwait                       | |
| 29° 0′ N, 48° 10′ E / 29.000°N,48.167°E   | Golf Pèrsic                  | |
| 29° 0′ N, 50° 56′ E / 29.000°N,50.933°E   | Iran                         | |
| 29° 0′ N, 61° 31′ E / 29.000°N,61.517°E   | Pakistan                     | Balutxistan Punjab |
| 29° 0′ N, 72° 51′ E / 29.000°N,72.850°E   | Índia                        | Rajasthan Haryana Uttar Pradesh Uttarakhand |
| 29° 0′ N, 80° 8′ E / 29.000°N,80.133°E    | Nepal                        | |
| 29° 0′ N, 84° 9′ E / 29.000°N,84.150°E    | República Popular de la Xina | Tibet |
| 29° 0′ N, 94° 10′ E / 29.000°N,94.167°E   | Índia                        | Arunachal Pradesh – reclamat per República Popular de la Xina                                                                                         |
| 29° 0′ N, 96° 11′ E / 29.000°N,96.183°E   | República Popular de la Xina | Tibet, per uns 12 km |
| 29° 0′ N, 96° 18′ E / 29.000°N,96.300°E   | Índia                        | Arunachal Pradesh - per uns 17 km, claimed by República Popular de la Xina                                                                            |
| 29° 0′ N, 96° 29′ E / 29.000°N,96.483°E   | República Popular de la Xina | Tibet Yunnan (per uns 14 km) Sichuan Chongqing Guizhou Chongqing (per uns 10 km) Guizhou Chongqing Hunan Jiangxi Zhejiang                             |
| 29° 0′ N, 121° 41′ E / 29.000°N,121.683°E | Mar de la Xina Oriental      | Passa entre les illes de Kaminonejima (a 28° 50′ N, 129° 00′ E / 28.833°N,129.000°E) i Takarajima (a 29° 7′ N, 129° 13′ E / 29.117°N,129.217°E), Japó |
| 29° 0′ N, 129° 7′ E / 29.000°N,129.117°E  | Oceà Pacífic                 | |
| 29° 0′ N, 118° 23′ O / 29.000°N,118.383°O | Mèxic                        | Illa de Guadalupe |
| 29° 0′ N, 118° 18′ O / 29.000°N,118.300°O | Oceà Pacífic                 | |
| 29° 0′ N, 114° 36′ O / 29.000°N,114.600°O | Mèxic                        | Baixa Califòrnia |
| 29° 0′ N, 113° 33′ O / 29.000°N,113.550°O | Golf de Califòrnia           | |
| 29° 0′ N, 113° 8′ O / 29.000°N,113.133°O  | Mèxic                        | Isla Ángel de la Guarda (punta més meridional per uns 2 km)                                                                                           |
| 29° 0′ N, 113° 7′ O / 29.000°N,113.117°O  | Golf de Califòrnia           | |
| 29° 0′ N, 112° 30′ O / 29.000°N,112.500°O | Mèxic                        | Illa Tiburón i el continent |
| 29° 0′ N, 103° 17′ O / 29.000°N,103.283°O | Estats Units                 | Texas - per uns 17 km |
| 29° 0′ N, 103° 7′ O / 29.000°N,103.117°O  | Mèxic                        | |
| 29° 0′ N, 100° 39′ O / 29.000°N,100.650°O | Estats Units                 | Texas |
| 29° 0′ N, 95° 13′ O / 29.000°N,95.217°O   | Golf de Mèxic                | |
| 29° 0′ N, 89° 22′ O / 29.000°N,89.367°O   | Estats Units                 | Delta del Mississippi, Louisiana |
| 29° 0′ N, 89° 9′ O / 29.000°N,89.150°O    | Golf de Mèxic                | |
| 29° 0′ N, 82° 46′ O / 29.000°N,82.767°O   | Estats Units                 | Florida |
| 29° 0′ N, 80° 52′ O / 29.000°N,80.867°O   | Oceà Atlàntic                | Passa just al nord de l'illa de La Palma (a 28° 51′ N, 17° 54′ O / 28.850°N,17.900°O), Espanya                                                        |
| 29° 0′ N, 13° 49′ O / 29.000°N,13.817°O   | Espanya                      | Illa de Lanzarote |
| 29° 0′ N, 13° 29′ O / 29.000°N,13.483°O   | Oceà Atlàntic                | |
| 29° 0′ N, 10° 33′ O / 29.000°N,10.550°O   | Marroc                       | |
| 29° 0′ N, 8° 14′ O / 29.000°N,8.233°O     | Algèria                      | |